# Van Nu en Straks
Van Nu en Straks (Aujourd'hui et Demain) est une revue littéraire et artistique flamande d'expression néerlandaise, publiée à Bruxelles et Anvers de 1893 à 1901, porte-parole de la génération des années 1890 (les « Negentigers »).

## Bref historique

### 1893-1894: Les premières années
Le modèle inspirant du poète Gezelle dans sa période de maturité, l'exemple séduisant de la revue de langue française La Jeune Belgique et, surtout, l'influence croissante du périodique militant De Nieuwe Gids, ont incité les Flamands à créer leur propre organe : en 1893, Cyriel Buysse, Prosper van Langendonck, Emmanuel de Bom et August Vermeylen (qui en prit à la fois l'initiative et la direction spirituelle) fondèrent le périodique Van Nu en Straks, réunissant aussi bien la génération des trentenaires que des jeunes d'à peine vingt ans.
Avant la création de la revue, Vermeylen avait voyagé aux Pays-Bas pour y visiter les éminences parmi les « quatre-vingtards » (Willem Kloos, Frederik van Eeden, Albert Verwey et Lodewijk van Deyssel), qui s'engagèrent à coopérer.  Quoique inspiré par l'exemple néerlandais du Nieuwe Gids, la revue fut créée dans un contexte particulièrement bruxellois : Bruxelles était, en ces années, une ville animée où l'on organisait des expositions notables, où une architecture nouvelle s'épanouissait et où florissait la littérature de langue française.  C'était aussi là, dans la maison de l'artiste Van de Velde, que ces écrivains et ces jeunes étudiants s'étaient réunis pour fonder le périodique.
Que l'on recruta des pionniers du modernisme comme Buysse et Van Langendonck pour constituer la rédaction, alors que Pol de Mont fut exclu, indiquait la nouvelle conception de la direction que devait prendre la littérature moderne.  Pol De Mont fut non seulement rejeté pour des raisons personnelles (l'incompatibilité entre les caractères de De Mont et de Vermeylen, et la crainte de voir la revue dominée par la personnalité du premier), mais aussi parce que son parnassianisme se limitait à l'innovation purement formelle en littérature. 
Le graphisme du titre fut confié à Henry Van de Velde. Le premier numéro contient des vignettes et des reproductions de gravures de Xavier Mellery, Theo van Rysselberghe, Willy Fïnch, et Georges Lemmen.
Bien que, selon la déclaration de principes, elle ne fût « que l'expression de la volonté et de la pensée des derniers venus - sans dogmes esthétiques, sans esprit d'école, un organe d'avant-garde libre, voué à l'art d'aujourd'hui, curieux de l'art en devenir - celui de tout à l'heure - ici et à l'étranger », la revue était essentiellement le porteur d'un idéal culturel aristocratique qui, par amour de la communauté, ne se contentait que du meilleur.

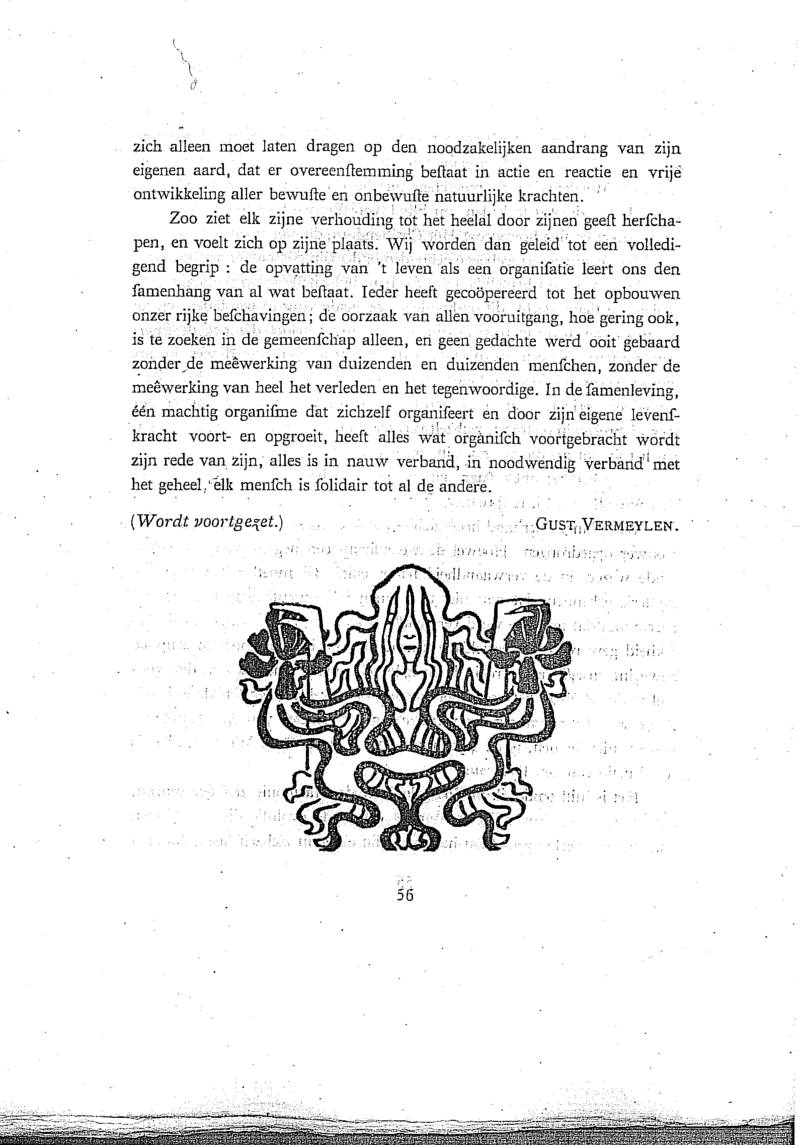
Page 56 de la revue Van Nu en Straks (n° 6-7, 1893) : la fin du manifeste De kunst in de vrije gemeenschap (L'art dans la société libre), d'August Vermeylen, avec vignette de style Art nouveau.

À l'instar de designers britanniques tels que Morris et Crane, qui, en paroles et en actes, visaient à une typographie élégante, des artistes - tant des Pays-Bas septentrionaux que des Pays-Bas méridionaux - contribuèrent à la conception des lettrines et des vignettes (James Ensor, Georges Lemmen, George Morren, Henry Van de Velde, Théo van Rysselberghe, Gerrit Willem Dijsselhof, Johan Thorn Prikker, Richard Roland Holst, Jan Toorop, Jan Veth et d'autres), de sorte que ce périodique fut exceptionnel, en Flandre autant qu'aux Pays-Bas, par le grand format inhabituel, par une apparence impressionnante, par la qualité du papier, par la belle police de caractères, par les illustrations artistiques, mais aussi par l'étonnant contenu par lequel on voulait intégrer, de façon organique, les lettres flamandes dans le mouvement flamand et convaincre les artistes flamands de leur vocation de serviabilité.
Toutefois, il n'y avait aucune différence significative entre le rêve de Van Langendonck d'un avenir catholique, la démocratie anticléricale de Buysse et l'anarchisme humanitaire de Vermeylen, ni entre le lyrisme mélancolique de l'un, le réalisme objectif de l'autre et les essais inventifs du dernier.  Ce qu'ils avaient en commun étaient le désir de la beauté de vivre une vie meilleure et le rejet de l'orgueil individualiste.  Ils voyaient la coopération comme une condition de la croissance harmonieuse de la personnalité.  Eux-mêmes acteurs du modernisme, ils consacrèrent un numéro entier, le troisième dans la série, aux lettres de Vincent van Gogh.  Sans aucun doute, l'autorité de la jeune revue fut renforcée par la coopération d'écrivains établis et débutants des Pays-Bas septentrionaux qui se distinguaient par leur langage moderne dépourvu de toute rhétorique (Albert Verwey, André Jolles, Henri Borel et Johannes Diderik Bierens de Haan…), bien que l'apport des Flamands fût encore plus important ; hormis les rédacteurs de la revue, il s'agissait, entre autres, de Victor de Meyere, d'Edmond Van Offel et d'Alfred Hegenscheidt.  Et Hugo Verriest reçut l'honneur d'y voir publier un de ses poèmes tombés dans l'oubli.
On puisait son inspiration dans le symbolisme français, dans la musique de Wagner, dans l'anarchisme politique et dans le socialisme.  Comme les Tachtigers néerlandais, les collaborateurs à la revue flamande étaient antibourgeois.  Ils s'intéressaient beaucoup au romantisme, avec son insistance sur le monde spirituel, et ils songeaient à une synthèse du sentiment et du sens, de l'individu et de l'humanité, de l'analyse et du mysticisme ; la synthèse est le mot-clé du mouvement.
Dans le domaine de l'esthétique, Van Nu en Straks cherchait son inspiration non seulement dans le naturalisme mais, dans une mesure encore plus grande, aussi dans le mouvement idéaliste de la fin du XIXe siècle.  Les principes de la simple observation, de l'imitation pure, et de l'objectivité sont abolis.  La première année, la conception esthétique de Van Nu en Straks fut formulée dans quelques remarquables manifestes qui constituent les piliers de l'esthétique de la revue :
- August Vermeylen : Aanteekeningen over een hedendaagsche richting (Notes sur une tendance contemporaine, 1893) ;
- Prosper van Langendonck : Herleving der Vlaamsche poëzij (Renaissance de la poésie flamande, 1894) ;
- August Vermeylen : De kunst in de vrije gemeenschap (L'art dans la société libre, 1894) ;
- Alfred Hegenscheidt : Rythmus (Rythme, 1894)[10].

Les manifestes de Van Nu en Straks semblent également constituer les fondements du mouvement avant-gardiste de l'art nouveau dans la littérature de fin de siècle aux Pays-Bas méridionaux.  Non seulement en raison de leur allure prophétique et révolutionnaire, de leur formulation puissante et plastique, mais aussi par leur champ d'application contemplatif cosmopolite, ils représentent les points culminants de la réflexion théorique sur les questions littéraires et esthétiques de cette époque.

### De 1896 à 1901

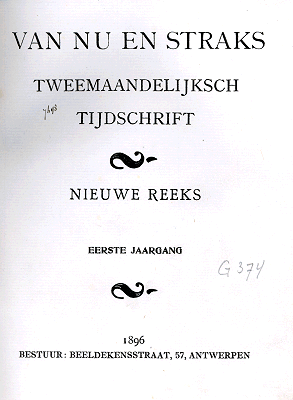
Couverture de la revue bimensuelle Van Nu en Straks. Nouvelle série, année 1896.

Après qu'eut paru assez irrégulièrement une première série de dix numéros en 1893 et en 1894, la publication de la revue devint beaucoup trop chère, surtout à cause de la collaboration des artistes, et dut être suspendue pendant deux ans, c'est-à-dire avant la parution, en 1896, d'un nouveau numéro, grâce à l'appui financier d'un médecin anversois.
Entre-temps, Buysse avait quitté la rédaction et la revue fut transformée en un mensuel ordinaire, plus sobre et bien moins révolutionnaire.  
Le jeune boulanger et pâtissier Frank Lateur (un neveu de Gezelle) fut attiré comme auteur de nouvelles, après quoi une évolution se produisit du réalisme naturaliste vers un réalisme qui se présente sous des aspects plus synthétiques.  Parallèlement, alors que la direction de Vermeylen demeurait incontestée, les activités de Karel van de Woestijne, ainsi que celles de Van Langendonck, amenèrent dans la poésie un glissement d'une humeur tragique vers un état d'âme tragique ; un revirement d'une beauté tragique vers une émouvante autorévélation.

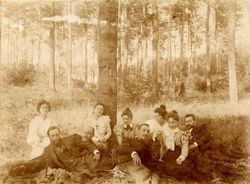
Photographie de 1897, regroupant quelques personnalités gravitant autour de la revue Van Nu en Straks. De gauche à droite : Gaby Brouhon, Jacques Mesnil, Alfred Hegenscheidt, Louise Hegenscheidt,
Margot Brouhon, August Vermeylen, Lili Koettlitz, Clara Koettlitz et Emmanuel De Bom.

Il est à noter que l'éclosion du roman de confession dans la littérature flamande d'expression néerlandaise est une conséquence du culte de l'individu, pratiqué par Van Nu en Straks sous l'influence de Nietzsche et de Stirner ; un culte dont on attendait d'ailleurs qu'il contribuât à l'enrichissement de la communauté.
Au sein de la rédaction existait une certaine tension, provoquée par les ambitions de certains jeunes.  Par la suite, le manque d'orientation éditoriale conduisit à un désaccord.  La cohésion du groupe n'était pas assez forte pour que celui-ci pût résister au choc causé par la nouvelle Wellust (Volupté) de Jacques Mesnil.  Ce récit fut refusé par Vermeylen, Hegenscheidt et Van Langendonck en raison de sa sensualité trop franche, alors que De Bom, qui l'avait traduit du français, et Schamelhout en défendaient la publication.  Pour Mesnil, déjà fort irrité par le mariage religieux de Vermeylen et par la distanciation de celui-ci par rapport à l'anarchisme, ce refus marqua la rupture définitive entre les deux amis, qui avaient également été les inspirateurs de la nouvelle série.  Cette dispute devint un élément de division dans l'ensemble du groupe.  Paradoxalement, la revue se heurta à une prise de position morale que les rédacteurs avaient toujours rejetée, voire combattue lorsque Streuvels en eut été victime.  Or, la fin de la revue ne signifiait pas la fin du mouvement de Van Nu en Straks, cette entreprise artistique entamée à partir de 1892 dans le but de réaliser une percée de la modernité et du cosmopolitisme dans la littérature des Pays-Bas méridionaux.
Malgré l'opposition, rencontrée en route, la revue Van Nu en Straks avait engendré, avec seulement 25 numéros, un processus qui allait avoir des conséquences pour les décennies à venir.